# Spisak raketa zemlja-vazduh
Ovo je lista raketa zemlja-vazduh (SAM).

## Drugi svetski rat
- Enzian – Nacistička Nemačka
- Wasserfall – Nacistička Nemačka
- Rheintochter – Nacistička Nemačka
- Funryu – Japansko carstvo

## Savremeni sistemi

### Kina
- TY-90
- QW-3
- FN-6
- KS-1 (missile)
- HQ-9
- HQ-9A
- HQ-9B
- HHQ-9
- HQ-22
- HQ-16
- HQ-17
- HQ-17AE
- HQ-7
- HQ-10
- HQ-19
- FM-3000
- FT-2000
- HQ-15/HQ-18 (kineska kopija raketnog sistema S-300 )

### Francuska
- R440 Crotale
- R460 SICA
- Masurca
- Roland 1
- Roland 2
- Roland 3
- Mistral 1
- Mistral 2
- Mistral 3
- VT1
- VL MICA
- Aster 15
- Aster 30

### Nemačka
- ASRAD — (Stinger, RBS-70 mk2, rakete Igla, Mistral, Starburst) kopneni VSHORAD sistem
- ASRAD-2 — kopneni VSHORAD sistem
- IRIS-T SL
- LFK NG

### Grčka
- Aris AA missile system

### Indija
- Akash
- Akash-NG
- QRSAM
- VL-SRSAM
- SAMAR Air Defence System
- VSHORAD (India)
- Barak 8
- MR-SAM
- LR-SAM
- XRSAM
- Prithvi Air Defence
- Advanced Air Defence
- Prithvi Defence Vehicle
- Prithvi Defence Vehicle Mark 2

### Iran
- Bavar 373[1]
- Ya Zahra[2]
- Raad
- Mehrab[3]
- Shahin[4]
- Shalamche
- Misagh-1
- Misagh-2
- Qaem
- Taer-I
- Taer-II A, B and S
- Talaash air defense system
- Sayyad-1[3]
- Sayyad-1A
- Sayyad-2[5]
- Sayyad-3[1]
- Sayyad-4[1]
- Khordad 15 (air defense system)
- Kamin-2
- Shahab Thaqeb
- SM-1
- Herz-e-nohom
- Tabas
- Sevom Khordad
- Raad 122 mm anti helicopter rocket[6]

### Irak
- Al Arq (missile)
- Al Hurriyah (missile)

### Izrael
- Arrow 2
- Arrow 3
- Barak 1
- Barak 8
- David's Sling (Stunner missile)
- Iron Dome
- SPYDER (zemlja-vazduh Pithon i Derbi)

### Italija
- Aspide
- CAMM-ER „Zajednička protivvazdušna modularna raketa – sa proširenim dometom“
- Aster 15
- Aster 30

### Japan
- Type 91
- Type 03 Chu-SAM
- Type 81 Tan-SAM
- Type 93 "Closed Arrow" SAM
- Type 11 Tan-SAM Kai II

### Mianmar
- GYD-1B(KS-1M) raketa zemlja-vazduh srednjeg dometa

### Poljska
- GROM
- Piorun
- Poprad (rakete Grom, Piorun) kopneni VSHORAD sistem

### Rumunija
- CA-94
- CA-95

### Južna Afrika
- Umkhonto
- Marlin

### Južna Koreja
- Chiron
- KM-SAM

### Švedska
- MSHORAD (Bolide raketa) kopneni VSHORAD sistem
- RBS-70
- RBS-23

### Švajcarska
- RSA
- RSC-54
- RSC-56
- RSC-57
- RSC/RSD 58
- RSE Kriens

### Tajvan
- Sky Bow I
- Sky Bow II
- Sky Bow III
- Sky Sword I
- Sky Sword II

### Turska
- HİSAR
- PMADS kopneni VSHORAD sistem
- SIPER (Raketni sistem dugog dometa zemlja-vazduh)

### Ukrajina
- Dnipro

### Velika Britanija
- Thunderbird (missile)
- Blowfish podmornički jarbol sistem VSHORAD
- Blowpipe
- Bristol Bloodhound
- Javelin
- Rapier
- Sea Cat – Ujedinjeno Kraljevstvo
- Sea Slug
- Sea Dart
- Sea Wolf
- Starstreak/laser
- Starburst/laser
- CAMM (missile family)

### Sjedinjene Američke Države
- AN/TWQ-1 Avenger
- Aegis Ballistic Missile Defense System
- FIM-43 Redeye
- FIM-92 Stinger
- MIM-3 Nike Ajax
- MIM-14 Nike-Hercules
- CIM-10 BOMARC
- MIM-23 Hawk
- MIM-72 Chaparral – Ovo je zemaljska verzija AIM-9 Sidevinder AAM
- MIM-104 Patriot
- RIM-24 Tartar
- RIM-2 Terrier
- RIM-8 Talos
- RIM-7 Sea Sparrow (aka Basic Point Defense Missile System) (BPDMS)
- RIM-50 Typhon
- RIM-66 Standard (SM-1MR/SM-2MR)
- RIM-67 Standard (SM-1ER/SM-2ER)
- RIM-113
- RIM-116 Rolling Airframe Missile
- RIM-161 Standard Missile 3 (SM-3)
- RIM-162 ESSM
- RIM-174 Standard ERAM (SM-6)
- Terminal High Altitude Area Defense (THAAD)

### SSSR / Rusija
- 2K11 Krug/SA-4 "Ganef"
- 2K12 Kub/SA-6 "Gainful"
- 2K22 Tunguska/SA-19 "Grison"/SA-N-11 (topovsko-raketni sistem na točkovima ili na gusenicama uključujući SA-19)
- Kashtan CIWS (pomorski topovsko-raketni sistem uključujući SA-19/SA-N-11)
- 9K33 Osa/SA-8 "Gecko"/SA-N-4
- 9K31 Strela-1/SA-9 "Gaskin"
- 9K32 Strela-2, a.k.a. SA-7 Grail
- 9K34 Strela-3/SA-14 "Gremlin"/SA-N-8
- 9K38 Igla/SA-16 "Gimlet"/SA-18 "Grouse"/SA-24 "Grinch"/SA-N-10/SA-N-14
- 9K333 Verba
- 9K35 Strela-10/SA-13 "Gopher"
- 9K37 Buk/SA-11 "Gadfly"/SA-17 "Grizzly"/SA-N-7/SA-N-12
- Pantsir-S1/SA-22 "Greyhound"  (topovsko-raketni sistem na točkovima ili na gusenicama uključujući SA-22)
- 9K330 Tor/SA-15 "Gauntlet"/SA-N-9
- 42S6 Morfey
- S-25 Berkut/SA-1 "Guild"
- S-75 Dvina/SA-2 "Guideline"/SA-N-2
- S-125 Neva/Pechora/SA-3 "Goa"/SA-N-1
- S-200 Angara/Vega/Dubna/SA-5 "Gammon"
- S-300/SA-10 "Grumble"/SA-12 "Gladiator/Giant"/SA-20 "Gargoyle"/SA-N-6
- S-300VM/SA-23 "Gladiator/Giant"
- S-350E Vityaz 50R6
- S-400 Triumf/SA-21 "Growler"
- S-500 55R6M "Triumfator-M." (Od 16. septembra 2021.)
- M-11 Shtorm/SA-N-3 "Goblet"
- 9M337 Sosna-R

### Severna Koreja
- KN-06

### Yugoslavia
- R-25 Vulkan

### Multinacionalna
- ASGLA (Igla missile) - (Nemačko-Ukrajinska) kopneni sistem VSHORAD
- ASRAD-R - (Bolide raketa) (Nemačko-Švedska) kopneni VSHORAD sistem
- ASRAD-R Naval - (raketa Bolide) (Nemačko-Švedska) brodski VSHORAD sistem
- IRIS-T SL - (Nemačko-Italijanska-Švedska-Grčka-Norveška-Španska)
  - Falcon (IRIS-T SL missile) - (Nemačko-Švedsko-Američki) kopneni sistem SHORAD
  - MGBADS (IRIS-T SL missile) - (Nemačko-Dansko-Norveški) kopneni sistem SHORAD
  - LVRBS-98 (IRIS-T SL missile) - (Nemačko-Švedski) kopneni sistem SHORAD
- IDAS - (Nemačko-Norveško-Turski) protivvazdušna/brodska/kopnena raketa lansirana sa podmornica – takođe infracrveno navođena.
- ForceSHIELD - (raketa Starstreak) (Francusko-Britanski) kopneni VSHORAD sistem
- MEADS (PAC-3 MSE missile) - (Nemačko-Italijansko-američki) kopneni MRAD sistem (otkazano).
- MIM-115 Roland - (Francusko-Nemački) (zamenjen sa LFK NG )
- MIM-146 ADATS - (Švajcarsko-američki)
- NASAMS - (raketa AMRAAM) (Norveško-Američki) kopneni sistem SHORAD.
  - NASAMS 2 - (raketa AMRAAM) (Norveško-Američki) kopneni sistem SHORAD.
  - NASAMS 3 - (raketa AMRAAM) (Norveško-Američki) kopneni sistem SHORAD.
- PAAMS / Sea Viper (MBDA Aster missile) - (Francusko-Britansko-Italijanski) brodski sistem SHORAD/MRAD
- SAMP/T (MBDA Aster missile) - (Francusko-Italijanski) kopneni sistem SHORAD/MRAD
- RIM-116 Rolling Airframe Missile – United States / Germany (also has initial passive radar (ESM) guidance)
- TLVS (PAC-3 MSE, IRIS-T SL missiles) - (nemačko-američki) kopneni sistem SHORAD/MRAD
- Barak 1 razvili Indija i Izrael
- Barak 8 razvili Indija i Izrael